# Łysa Góra (Garb Tenczyński)

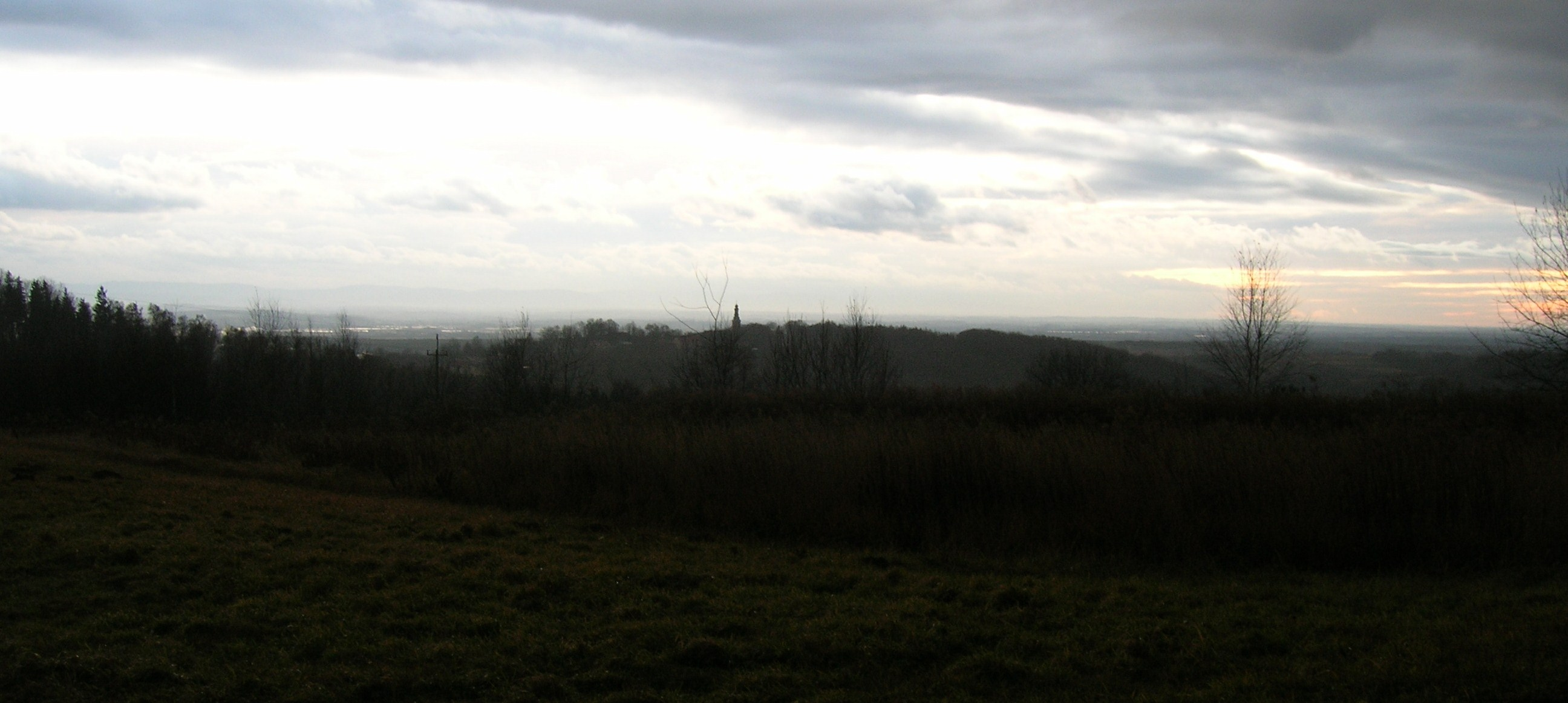
Widok ze szczytu w stronę południowo-zachodnią

Łysa Góra – wzgórze o wysokości 370,4 m n.p.m. Znajduje się na Garbie Tenczyńskim w  miejscowości Grojec w województwie małopolskim.